# Cephalops pallidipleura
Cephalops pallidipleura är en tvåvingeart som beskrevs av Charles Howard Curran 1929. Cephalops pallidipleura ingår i släktet Cephalops och familjen ögonflugor.
Artens utbredningsområde är Kongo. Inga underarter finns listade i Catalogue of Life.